# Фукса, Петр
Петр Фукса (чеш. Petr Fuksa; 28 сентября 1969, Нимбурк) — чешский гребец-каноист, выступал за сборную Чехии в различных гребных дисциплинах в период 1992—2006 годов. Участник летних Олимпийских игр в Атланте, двукратный чемпион мира, шестикратный чемпион Европы, победитель многих регат национального и международного значения.

## Биография
Петр Фукса родился 28 сентября 1969 года в городе Нимбурке Среднечешского края. Активно заниматься греблей начал в раннем детстве, проходил подготовку в одном из местных гребных клубов.
Благодаря череде удачных выступлений удостоился права защищать честь страны на летних Олимпийских играх 1996 года в Атланте — стартовал в двойках вместе с напарником Павлом Беднаржем на пятистах и тысяче метрах, но в обеих этих дисциплинах сумел дойти лишь до стадии полуфиналов.
Первого серьёзного успеха на взрослом международном уровне добился в 1997 году, когда попал в основной состав чешской национальной сборной и побывал на возобновлённом чемпионате Европы в болгарском Пловдиве, откуда привёз награду бронзового достоинства, выигранную в зачёте четырёхместных каноэ. Также в этом сезоне выступил на чемпионате мира в канадском Дартмуте, где стал бронзовым призёром на двухстах метрах среди двоек и четвёрок. Год спустя на мировом первенстве в Сегеде одержал победу в двухсотметровой гонке четырёхместных экипажей. Ещё через год на аналогичных соревнованиях в Милане взял в той же дисциплине бронзу, кроме того, на европейском первенстве в хорватском Загребе в четвёрках выиграл золотую медаль на двухстах метрах и бронзовую на пятистах.
В 2000 году на чемпионате Европы в Познани Фукса был лучшим в четвёрках на двухстах метрах и занял третье место в четвёрках на тысяче метрах. На европейском первенстве следующего сезона в Милане добавил в послужной список золотую награду, выигранную в заездах каноэ-четвёрок на дистанции 200 метров, затем в той же дисциплине добыл серебро на мировом первенстве в Милане. В 2002 году пополнил медальную коллекцию серебром и бронзой с чемпионата Европы в Сегеде и двумя серебряными медалями с чемпионата мира в испанской Севилье. Год спустя на чемпионате мира в американском Гейнсвилле завоевал серебряные медали в двойках на двухстах метрах и в четвёрках на двухстах метрах (в последнем случае финишировал третьим, но занявшая второе место команда России была дисквалифицирована из-за положительного допинг-теста российского гребца Сергея Улегина).
На европейском первенстве 2004 года в Познани одержал победу в обеих дисциплинах, в которых принимал участие, на двухстах метрах в двойках и четвёрках. Позже на чемпионате континента в той же Познани защитил чемпионское звание в четвёрках на двухстах метрах, став таким образом шестикратным чемпионом Европы. В то время как на мировом первенстве в Загребе вынужден был довольствоваться серебряной медалью. Последний раз показал сколько-нибудь значимый результат в 2006 году на чемпионате мира в Сегеде, когда завоевал второе золото в двухсотметровой программе четырёхместных каноэ.
Помимо участия в чемпионатах по спринтерской гребле, Петр Фукса также регулярно участвовал в марафонских регатах, в частности он является бронзовым призёром чемпионом мира по марафонской гребле (1992). Сейчас является тренером своих сыновей, многократного чемпиона мира и Европы Мартина Фуксы и младшего сына Петра.